# Bandit Queen
Bandit Queen (Brasil: Rainha Bandida) é um filme britano-indiano de 1994, um drama biográfico dirigido por Shekhar Kapur. 
Foi selecionado como representante da Índia à edição do Oscar 1995, organizada pela Academia de Artes e Ciências Cinematográficas.[carece de fontes?]

## Elenco
- Seema Biswas - Phoolan Devi
- Nirmal Pandey - Vikram Mallah
- Aditya Shrivastava - Puttilal
- Ram Charan Nirmalker - Devideen
- Savitri Raekwar - Moola
- Gajraj Rao - Ashok Chand Thakur
- Saurabh Shukla - Kailash